# Cryphia orocharis
Cryphia orocharis là một loài bướm đêm trong họ Noctuidae.